# Rigel Schiffahrt
Die Reederei Rigel Schiffahrt ist ein Schifffahrtsunternehmen in Bremen und Leer (Ostfriesland).

## Geschichte
Das Unternehmen wurde 1990 gegründet und begann eine Flotte von kleineren Tankschiffen aufzubauen. Das Unternehmen firmierte unter mehreren Namen in Bremen (z. B. Rigel Reederei GmbH, Rigel Schiffahrtsgesellschaft mbH, Rigel Shipping GmbH & Co. KG, Rigel GmbH) und Leer (Rigel Reederei GmbH). Nachdem beide Reedereien zuvor schon über Jahre zusammengearbeitet hatten, wurde die Rigel Schiffahrt 2018 von der Hamburger Tankreederei Chemikalien Seetransport übernommen.

## Struktur und Flotte
Rigel Schiffahrt betrieb eine Flotte von über 20 jeweils in Einschiffsgesellschaften eingetragenen Schiffen, die sich aus Produkten- und Chemikalientankern zusammensetzte. Ein Teil der Flotte wurde über das 1993 gegründete kanadische Tochterunternehmen Rigel Shipping Canada Incorporated betrieben, welches stark auf den Einsatz in kalten Regionen ausgerichtet war. Die Befrachtung wurde vom in Bremen ansässigen Unternehmen Oceanwide Shipping & Chartering GmbH durchgeführt, welches im Februar 2021 mit der Rigel Schiffahrtsgesellschaft mbH verschmolzen wurde.